# آنجلا وایت
آنجلا گابریل وایت (به انگلیسی: Angela Gabrielle White)، بازیگر و کارگردان پورنوگرافی استرالیایی است. وایت کارش را در پورنوگرافی در سال ۲۰۰۳ و درست پس از تولد ۱۸ سالگی‌اش شروع کرد. در این زمان او هنوز دبیرستانی بود. او در سال ۲۰۱۰ مدرک دانشگاهی خود را گرفت و وارد عرصه سیاست شد.
وایت وارد تالار مشاهیر ای‌وی‌ان و ایکس ار سی او شده و در سال ۲۰۲۰ به اولین فردی تبدیل شد که سه بار برنده جایزه بهترین بازیگر پورنگرافی زن ای‌وی‌ان شده است.

## تحصیلات
وایت در سال ۲۰۱۰ از رشته مطالعات جنسیت در دانشگاه ملبورن فارغ‌التحصیل شد. او در دانشگاه، تحقیقاتی مبنی بر تجربیات زنان در صنعت پورن استرالیا انجام داد. پایان‌نامه او با نام «بازیگران پورن: پتانسیل رادیکالی لذت در پورنوگرافی» در سال ۲۰۱۷ در کتاب راتلج همیار رسانه، سکس و روابط جنسی چاپ شد. وایت در مصاحبه‌ای که در سال ۲۰۱۴ انجام داد، گفت که دوست دارد برگردد دانشگاه و مدرک دکترایش را بگیرد و تحقیقاتش را در سطح گسترده‌تری انجام بدهد.

## حرفه
وایت حرفه خود را در سال ۲۰۰۳ شروع کرد. اولین حضور او در این حرفه درست پس از تولد ۱۸ سالگی‌اش بود.
وایت اولین فیلم دختر/پسر خود را در سال ۲۰۱۱ بازی کرد. او در نوامبر ۲۰۱۳ وبگاه شخصی خود را راه اندازی کرد. یک ماه پس از آن وایت و جسا رودز مشترکاً به عنوان بهترین بازیگران زن ایکس‌بیز در سال ۲۰۱۴ انتخاب شدند.
در اکتبر ۲۰۱۴، کمپانی فلشلایت او را به عنوان دختر سال خود انتخاب کرد. او اولین استرالیایی است که به عنوان دختر فلشلایت انتخاب می‌شود.
وایت در سپتامبر ۲۰۱۶ در مصاحبه با ایکس‌بیز گفت که برای بازیگری در فیلم‌های شرکت‌هایی همچون برزرز و نادی به آمریکا نقل مکان کرده است.

## سیاست
در سال ۲۰۱۰ وایت به عنوان نامزد حزب جنسی استرالیا در انتخابات ایالتی ویکتوریا شرکت کرد. شعار او در این انتخابات، رسیدگی به وضع شاغلان صنعت سکس بود.

## فیلم‌شناسی
- آنجلا
- آنجلا زن دوست دارد
- آنجلا مرد دوست دارد
- آنجلا سه‌نفره دوست دارد
- آنجلا ۲
- آنجلا گونزو را دوست دارد
- آنجلا زن دوست دارد ۲
- آنجلا مرد دوست دارد ۲
- آنجلا زن دوست دارد ۳
- آنجلا سه‌نفره دوست دارد ۲
- آنجلا از کون دوست دارد
- آنجلا ۳
- آنجلا وایت یک زن پستاندار است
- آنجلا زن دوست دارد ۴
- آنجلا از کون دوست دارد ۲
- آنجلا هشت نفره دوست دارد
- من آنجلا هستم
- آنجلا زن دوست دارد ۵
- خانه برارزس ۳
- آنجلا در لاس و گاس
- آنجلا در بانکوک
- چشم‌انداز
- آنجلا سه‌نفره دوست دارد ۳
- آنجلا از کون دوست دارد ۳